# آيت إبراهيم (أوتربات)
آيت إبراهيم هي إحدى مشيخات المملكة المغربية، تتبع جغرافيا لإقليم ميدلت وإداريًا لأوتربات. يقدر عدد سكانها بـ 5893 نسمة حسب الإحصاء الرسمي للسكان والسكنى لسنة 2004.